# De Hoeksteen (Amersfoort)
De Hoeksteen is de naam van een oorspronkelijk Nederlands Hervormd kerkgebouw, gelegen aan het Klaartje Donzepad 59 in de wijk Schothorst te Amersfoort. Tegenwoordig is het een onderdeel van de Protestantse Gemeente Amersfoort.
Tegelijkertijd met de nieuwbouwwijk verrees dit kerkgebouw, dat in 1987 in gebruik werd genomen. Architecten waren Keyser en Wassink.
Kenmerkend is de toepassing van lichtgekleurde baksteen en hellende dakvorm. Ook opvallend is dat de kerk deels in een vijver is gelegen. Het interieur is licht en eenvoudig. Het orgel stamt uit 1968 en werd gebouwd door de Enschedese firma H.J. Vierdag voor de Ontmoetingskerk, die echter in 1984 gesloten werd. In 1987 werd het orgel geplaatst in De Hoeksteen. In 2006 werd het orgel gerestaureerd en uitgebreid.